# Ege Arar
Ege Arar (Adana, 2 de septiembre de 1996) es un baloncestista turco que pertenece a la plantilla del Trabzonspor B.K. de la Basketbol Süper Ligi, la primera categoría del baloncesto turco. Con 2,06 metros de estatura, juega en la posición de alero.

## Trayectoria deportiva

### Profesional
Comenzó su andadura en el baloncesto en las categorías inferiores del Galatasaray, debutando en el primer equipo en 2014, con 18 años. En esa primera temporada disputó 18 partidos, entre la liga local y la Euroliga, en los que promedió 2,1 puntos y 1,2 rebotes por partido.
En la temporada 20016-17 está alternando su participación en el primer equipo del Galatasaray con su aparición también en el Pertevniyal Spor Kulübü de la Türkiye Basketbol 1. Ligi, la segunda categoría turca, gracias a una normativa que permite tener licencia dual a jugadores nacidos en 1996 y años posteriores.
El 7 de julio de 2023 firmó contrato con el Çağdaş Bodrumspor de la Basketbol Süper Ligi.
El 6 de noviembre de 2023 fichó por el Manisa Büyükşehir Belediyespor de la Basketbol Süper Ligi (BSL).
El 16 de agosto de 2024 fichó por el Darüşşafaka de la Basketbol Süper Ligi (BSL).
El 18 de octubre de 2024 firmó con el Trabzonspor de la Türkiye Basketbol Ligi (TBL).

### Selección nacional
Ha formado parte de las categorías inferiores de la selección turca desde la sub-16, consiguiendo la medalla de oro en los europeos sub-16 y sub-18 de 2012 y 2014 respectivamente, y el bronce en el mundial sub-19 de 2015 y en el europeo sub-20 de 2016.